# Hervé Tullet
Hervé Tullet (Avranches, 1958. június 29. –) francia író, grafikus, gyermekkönyvszerző. Több mint 80 könyvet írt, a legsikeresebb, a 2010-ben megjelent és azóta 35 nyelvre lefordított Pötty könyv több mint négy éven át szerepelt a The New York Times bestsellerlistáján képes gyermekkönyvek kategóriájában.

## Élete
1958. június 29-én született Franciaországban, a normandiai Avranches-ban. Illusztrációt és vizuális kommunikációt tanult, majd körülbelül tíz évig a reklámiparban dolgozott. Az 1990-es évek elején sajtóillusztrátorként dolgozott. 1994-ben jelent meg első gyermekkönyve, a Comment papa a rencontré maman. 1998-ban díjat nyert a Bolognai Gyermekkönyvfesztiválon Faut pas confondre című művéért. Több mint 80 könyve jelent meg, és ezeket eddig több mint 30 nyelvre fordították le. Tullet workshopokat is vezet, melyeken több száz ember vesz részt; eddigi helyszínei többek között a Tate Modern, az amerikai Kongresszusi Könyvtár, a MOMA és a Guggenheim Múzeum.  
Tullet legsikeresebb műve, a Pötty könyv (2010) egy interaktív gyermekkönyv, amely világszerte több mint kétmillió példányban kelt el, és több mint 35 nyelvre fordították le. A könyv több mint négy éven át szerepelt a The New York Times bestsellerlistáján.
2015 óta New Yorkban él, ahol számos kiállítása volt a The Invisible Dog Art Centerben és a Pittsburghi Gyermekmúzeumban. 2018-ban tartotta első kiállítását Koreában, a Szöuli Művészeti Központban. Szintén 2018-ban indította el Az ideális kiállítás Hervé Tullet-vel című kollaboratív projektjét, mely művészetén, esztétikáján és filozófiáján alapul. A projekt websorozat formájában bemutatott videoworkshopokból, valamint kollektív virtuális kiállításokból áll.
Támogatja a nehéz körülmények között élő árvákat Malawiban. Három gyermeke van.

## Magyarul megjelent könyvei
- Pötty könyv (Un livre; ford. Ágoston Alexandra; Budaörs, Vivandra kiadó, 2010)
- Hol a mesénk? (Sans titre; ford. Szilvásy Edit; Budaörs, Vivandra kiadó, 2013)
- Pötty játék (On joue?; ford. Hotya Hajnalka; Budaörs, Vivandra kiadó, 2016)
- Oh! Pötty hangok (Oh! Un livre qui fait des sons; ford. Hotya Hajnalka; Budaörs, Vivandra kiadó, 2023)